# Arcuș
Arcuș é uma comuna romena localizada no distrito de Covasna, na região histórica da Transilvânia. A comuna possui uma área de 33.53 km² e sua população era de 1316 habitantes segundo o censo de 2007.